# Tiếp thị đàm thoại
Tiếp thị đàm thoại (Conversational Marketing) là thảo luận trực tiếp về những gì khách hàng muốn và những gì doanh nghiệp bạn có thể cung cấp cho họ. Đây là cách nhanh nhất để đưa khách hàng qua các kênh tiếp thị của bạn nhờ vào sức mạnh của các cuộc trò chuyện thời gian thực. Nó giúp xây dựng mối quan hệ với khách hàng và tạo ra những trải nghiệm khách hàng chân thực và tích cực.

## QUÁ TRÌNH PHÁT TRIỂN TIẾP THỊ ĐÀM THOẠI[1][2]
Sự xuất hiện của Tiếp thị đàm thoại là một bước tiến tự nhiên của Tiếp thị một chiều (Outbound marketing) và Tiếp thị hai chiều (Inbound Marketing) trước đó.

### Outbound Marketing
Đầu tiên là Outbound Marketing (hình thức tiếp thị một chiều), đây là hình thức tiếp thị truyền thống và là phương thức đẩy mạnh sự hiển thị hình ảnh của sản phẩm/công ty đến người tiêu dùng thông qua những kênh truyền thống như tạp chí, báo giấy, quảng cáo trên TV, băng rôn, triển lãm,... hoặc những kênh trực tiếp mà ở đó các nhà tiếp thị liên tục đau đầu suy nghĩ làm sao để sự hiện diện của sản phẩm/thương hiệu tối đa có thể trong các phương tiện người dùng sử dụng.
Trong các thập kỷ trước, Outbound marketing luôn chiếm một phần ngân sách lớn của nhiều doanh nghiệp và được nhìn nhận là cách thức tiếp thị vô cùng tốn kém. Do đó, Outbound marketing càng ngày càng bộc lộ nhiều điểm yếu và điều đó thật khó chấp nhận trong thời đại mà xu thế tiếp thị đang liên tục thay đổi và phát triển mạnh mẽ hiện nay - điều này tạo nền móng cho sự phát triển tiếp theo: Inbound marketing.

### Inbound Marketing
Inbound Marketing là một chiến lược tiếp thị hai chiều nhắm đến khách hàng tương lai bằng cách cung cấp thông tin hữu ích thông qua các kĩ thuật viết nội dung, tương tác trên các mạng xã hội, tối ưu hóa công cụ tìm kiếm... Khách hàng sẽ tìm đến bạn khi họ có nhu cầu thông qua bộ máy tìm kiếm nào đó như Google, Facebook, Bings bằng các bài viết SEO, những bản tin đăng ký, từ khóa, bảng tin, hội thảo trên web, sách điện tử, ứng dụng... 10 năm qua với sự nỗ lực chưa bao giờ ngừng của những người làm Inbound marketing nên bạn có thể dễ dàng tìm kiếm bất cứ thứ gì trên những kênh trên.
Ưu điểm tuyệt vời của Inbound marketing là chúng không hề làm phiền đến khách hàng như chiến lược tiếp thị truyền thống. Tuy nhiên. điều này có vẻ hơi thụ động khi bạn không thể  tạo ra nhu cầu cho khách hàng. Vì thế cần một hình thức mới hơn, chủ động hơn - Tiếp thị đàm thoại.

### Conversational Marketing
Đã đến lúc của sự phát triển tiếp theo trong tiếp thị người tiêu dùng: Tiếp thị đàm thoại. Nhờ những tiến bộ trong công nghệ như AI, NLP (natural language process), Voice Recognition, IoT và thú vị, phong phú và mang tính cá nhân với khách hàng trên quy mô lớn. Chatbot, nói riêng là một phương tiện tự nhiên cho các doanh nghiệp trò chuyện với khách hàng của họ nhờ sự phổ biến của nền tảng nhắn tin và sự đơn giản tương đối với nội dung và tương tác có thể được tạo ra. Nó cho phép mọi người trên khắp thế giới có thể kết nối các thương hiệu.
Tiếp thị đàm thoại là một bước tiến tự nhiên của Outbound và Inbound marketing trước đó. Thông qua hành vi thích trò chuyện tự nhiên của con người để ghi nhận những thông tin cá nhân và phân bố những quảng cáo cá nhân hóa phù hợp trên diện rộng. Ngày nay, các nhà tiếp thị kỹ thuật số cần phải bắt đầu với các công cụ và nền tảng NLG (Natural Language Generation - các hình thức chat trực tuyến như messenger) nếu họ muốn tiếp tục cạnh tranh. Cũng như với các ứng dụng điện thoại, trang web và truyền thông xã hội trước đây, chắc chắn sẽ có một cuộc cách mạng tiếp thị.

## MỘT SỐ DẠNG TIẾP THỊ ĐÀM THOẠI

### Chatbot
Chatbot là phần mềm máy tính được xây dựng dựa trên nền tảng trí tuệ nhân tạo (AI) cho phép doanh nghiệp thực hiện các cuộc trò chuyện với khách hàng thông qua tin nhắn văn bản hoặc âm thanh dựa trên công nghệ text-to-speech (chuyển văn bản thành giọng nói). Nhiệm vụ của  Chatbot là hỏi một loạt các câu hỏi đơn giản trong real-time để hiểu nếu người dùng cần hỗ trợ khách hàng, hỗ trợ bán hàng hoặc tìm cách thực hiện giao dịch. Đây là một cơ hội tốt để thực hiện một số cá nhân hóa và làm cho khách hàng tiềm năng cảm thấy như họ đang ở trong một cuộc trò chuyện thực sự, có ý nghĩa với thương hiệu.
Ngày nay, chatbot được các doanh nghiệp sử dụng phổ biến trên các trang web của họ nhằm thu thập thông tin, và phản hồi một cách tức thời nhất là trên các website tư vấn, hỗ trợ khách hàng hay các trang thương mại điện tử (E-commerce)

### Email marketing
Có nhiều cách bạn có thể kết hợp email vào chiến lược tiếp thị trò chuyện của mình. Chẳng hạn, bạn có thể gửi email vào một phân khúc khách hàng nào đó trong cơ sở dữ liệu của bạn một cuộc khảo sát yêu cầu họ xác định các điểm đau kinh doanh lớn nhất hoặc các ưu tiên hàng đầu của họ trong năm tới. Thông tin này có thể được sử dụng để thông báo cho chiến dịch tiếp thị tiếp theo của bạn.

### Nhắn tin trực tuyến
Bạn có thể sử dụng nền tảng NLG (Natural Language Generation - các hình thức chat trực tuyến như messenger... để tương tác trực tuyến với khách hàng. Đây là nơi khách hàng có thể tương tác dễ dàng với doanh nghiệp và các giá trị bổ sung cũng sẽ được cung cấp tại đây.

## CÁCH THỨC HOẠT ĐỘNG CỦA TIẾP THỊ ĐÀM THOẠI
Khung đàm thoại giúp bạn hiểu rõ hơn về quá trình xây dựng một cuộc trò chuyện và duy trì mối quan hệ với khách hàng trong Thế giới ngày nay thông qua Tiếp thị đàm thoại. Khung này bao gồm 3 bước chính:
1. Thu hút khách hàng
2. Hiểu khách hàng
3. Đề xuất các bước tiếp theo cho khách hàng

### Bước 1: Thu hút nhiều khách hàng tiềm năng bằng cuộc trò chuyện thay vì biểu mẫu.
Bạn không thể trò chuyện với khách hàng của mình trên trang web của bạn 24/7. Đó là lý do tại sao các công cụ như chatbot thông minh được ra đời nhằm giúp việc tiếp thị bằng hình thức trò chuyện với khách hàng trong doanh nghiệp được hoạt động liên tục bất kể mọi thời điểm trong ngày. Điều này cho phép bạn tiếp tục cuộc trò chuyện và tiếp tục di chuyển mọi người qua kênh của bạn thay vì buộc họ phải chờ thông qua các email truyền thống thông thường giúp doanh nghiệp của bạn có thể thu hút các khách hàng tiềm năng ngay khi họ muốn tìm hiểu về các thông tin cần thiết. Bên cạnh đó, bạn cũng có thể gửi tin nhắn đến những khách hàng mục tiêu có khả năng mua hàng thay vì chờ họ bắt đầu cuộc trò chuyện.
Bạn cần cung cấp cho khách hàng các cách truy cập để bắt đầu ngay các cuộc hội thoại trên trang web của bạn thay vì buộc họ điền vào các biểu mẫu trước khi họ có thể nói chuyện với bất kỳ ai, điều này sẽ tạo được tỷ lệ chuyển đổi cao hơn, nhiều cơ hội hơn và trải nghiệm cá nhân hơn với khách hàng.

### Bước 2: Hiểu khách hàng tiềm năng và mong muốn của họ trong vài phút thay vì vài ngày.
Các cách tiếp cận điển hình đến các nhóm khách hàng tiềm năng phải mất nhiều ngày thông qua tự động hóa tiếp thị và nuôi dưỡng email. Nhưng theo một nghiên cứu từ Harvard Business Review, các công ty cần phản hồi trong vòng năm phút kể từ lần tiếp xúc ban đầu của người dùng để có cơ hội tốt nhất chuyển họ thành khách hàng của mình. Đợi lâu hơn đồng nghĩa với việc cơ hội chuyển đổi họ thành khách hàng sẽ giảm 400%.
Bằng cách xây dựng các công cụ tiếp thị trò chuyện của bạn bằng các câu hỏi tương tự mà bạn đã hỏi trên các biểu mẫu hoặc trong các cuộc gọi mà bạn đã xây dựng sẵn trước đó. Các công cụ này sau đó sẽ bắt đầu cuộc trò chuyện với các nhóm khách hàng để có thể hiểu rõ hơn những khách hàng tiềm năng của bạn là ai và mong muốn của họ bằng cách mô tả các nhóm khách hàng này trong thời gian hoạt động thực của họ thay vì là các thông tin thu thập thông qua các email trong vài ngày tiếp theo khiến chất lượng thông tin về khách hàng có thể giảm và không đáng tin cậy.
Sau đó sẽ đề xuất các bước hành động tiếp theo cho những nhóm khách hàng này. Việc này sẽ cho phép Doanh nghiệp của bạn tăng tốc thời gian phản hồi và đảm bảo các phản hồi của bạn  đúng người và đúng thời điểm.

### Bước 3: Đề xuất bước tiếp theo để di chuyển khách hàng tiềm năng qua kênh truyền thông của bạn.
Sau khi thu thập dữ liệu từ khách truy cập trang web của bạn, ghi nhận chi tiết của cuộc trò chuyện và đồng bộ hóa nó với hệ thống dữ liệu, ERP, CRM, MIS, các công cụ này có thể dẫn nhóm khách hàng tiềm năng đến các phần nội dung liên quan đến câu hỏi của họ.
Bên cạnh đó, các công cụ này sẽ đề xuất giải pháp khác nếu các câu hỏi này nằm ngoài nội dung có sẵn của Doanh nghiệp bằng cách sử dụng định tuyến thông minh để kết nối khách hàng tiềm năng với nhóm bán hàng của Doanh nghiệp để được tư vấn đầy đủ hơn và thậm chí đặt cuộc họp cho họ một cách tự động để các đại diện của bạn có thể tập trung 100% vào việc bán hàng.

## ĐO LƯỜNG HIỆU QUẢ TIẾP THỊ ĐÀM THOẠI
Đo lường hiệu quả của một giải pháp tiếp thị đàm thoại được cho là quan trọng như việc thực hiện nó. Cần dựa vào mục tiêu kinh doanh của doanh nghiệp để đánh giá hiệu quả của việc tiếp thị hội thoại của bạn, một số tiêu chí và cách thức được ra có thể giúp bạn đánh giá đúng hiệu quả của việc tiếp thị đàm thoại của doanh nghiệp mình bao gồm:

### Chu kỳ bán hàng được rút ngắn (sales - cycle)
Bạn nên "đo" chiều dài chu kỳ bán hàng của mình  đối với các khách hàng tiềm năng đã tìm đến doanh nghiệp của bạn thông qua giải pháp Tiếp thị hội thoại mà bạn đã thực hiện so với những khách hàng tìm đến doanh nghiệp bạn thông qua các biểu mẫu hoặc các email được doanh nghiệp bạn gửi sau vài ngày từ lúc khách hàng có nhu cầu thông tin về sản phẩm hoặc các dịch vụ của doanh nghiệp. Điều này sẽ cung cấp cho bạn cái nhìn tổng quan về hiệu quả của các hình thức tiếp thị mang lại từ đó có thể tập trung vào chiến lược đúng hơn.

### Điểm NPS (chỉ số đo lường độ hài lòng của khách hàng) được cải thiện
Sự hài lòng của khách hàng cần được liên tục cải thiện. Điểm NPS cao hoặc thấp có thể khác nhau tùy thuộc vào ngành và khu vực, tuy nhiên, nếu bạn bị điểm âm, bạn nên bắt đầu lại với việc tăng trải nghiệm cho khách hàng của bạn. Thực hiện một giải pháp tiếp thị đàm thoại có thể sẽ giúp bạn cải thiện chỉ số này theo thời gian.

### Tăng thu hút khách hàng tiềm năng với doanh nghiệp
Đánh giá tỷ lệ khách truy cập tham gia vào quá trình bán hàng/dịch vụ của doanh nghiệp. Điều này không chỉ giúp cho biết liệu phương pháp tiếp thị trò chuyện của bạn có hoạt động tốt hay không mà còn cho bạn biết về việc có bao nhiêu người dùng quan tâm đến việc nói chuyện với nhân viên của bạn.

### Chi phí sở hữu khách hàng thấp hơn (CAC: customer acquisition cost)
Thông qua tiếp thị đàm thoại, nếu CAC cao thì doanh nghiệp cần dừng ngay chiến dịch này lại, nếu CAC thấp thì doanh nghiệp đang thu được lợi, tỷ lệ chi phí thấp nhưng thu được nhiều khách hàng.

## NHỮNG LỢI ÍCH CHÍNH CỦA TIẾP THỊ ĐÀM THOẠI
Ngày nay, sự phát triển của công nghệ đã đưa tiếp thị kỹ thuật số trở thành một công cụ hỗ trợ đắc lực cho cho các doanh nghiệp thực hiện các hoạt động truyền thông tiếp thị, quảng bá thương hiệu qua internet (hay còn gọi là thương hiệu số - một kỹ thuật quản lý thương hiệu) trong đó có tiếp thị đàm thoại mang lại lợi ích đáng kể cho doanh nghiệp:
- Tiếp thị đàm thoại cho phép các công ty kết nối với khách hàng của họ thông qua những cuộc trò chuyện thông minh, thực hiện bởi hệ thống tự động được lập trình sẵn, có thể sẵn sàng giải quyết được các vấn đề khách hàng thường hay gặp phải. Từ đó làm gia tăng tương tác 2 chiều giữa khách hàng và doanh nghiệp.
- Tiếp thị đàm thoại cho phép doanh nghiệp tương tác với khách hàng 24/7, bất cứ khi nào khách hàng cần đều nhận được phản hồi ngay tức khắc từ doanh nghiệp kể cả những khách hàng đang tại những địa điểm lệch múi giờ so với doanh nghiệp. Điều này giúp hạn chế việc bỏ lỡ những thông tin phản hồi, yêu cầu của khách hàng vừa giúp doanh nghiệp thu thập dữ liệu, thấu hiểu khách hàng, vừa làm khách hàng hài lòng vì cảm thấy họ được doanh nghiệp quan tâm, luôn sẵn sàng hỗ trợ, giúp đỡ họ.
- Giúp doanh nghiệp hiểu khách hàng của mình hơn. Các biểu mẫu đặt sẵn trên website có thể thu thập được thông tin liên hệ, ý kiến của khách hàng nhưng không hiệu quả trong việc cung cấp một ngữ cảnh cụ thể, rõ ràng tại thời điểm khách hàng gặp phải vấn đề. Thông qua trò chuyện bằng Tiếp thị đàm thoại, ngoài những thông tin trên doanh nghiệp còn nắm bắt được ngữ cảnh chính xác của cuộc đối thoại và cảm xúc của khách hàng thể hiện qua những tin nhắn của khách hàng ngay tại thời điểm đó, làm cơ sở cho tiếp thị thời gian thực (Real-Time Marketing)
- Tiết kiệm chi phí. Thay vì sử dụng nhân viên trực tin nhắn, hotline hỗ trợ thì doanh nghiệp có thể sử dụng Tiếp thị đàm thoại với khả năng thu nhận, phân tích và xử lý nhanh các tình huống thường gặp của khách hàng.
- Những cuộc trò chuyện giữa khách hàng và doanh nghiệp diễn ra cũng giúp cho khách hàng ở lại các trang web lâu hơn, từ đó khách hàng có thời gian để xem kỹ trang web hơn và có thể phát sinh các nhu cầu.
- So với tiếp thị bằng email, tiếp thị đàm thoại nhận được thiện cảm nhiều hơn từ khách hàng. Họ bị quấy rầy bởi quá nhiều email rác không cần thiết, không đúng nhu cầu của họ, lâu dần tạo ra một ấn tượng không tốt đối với email tiếp thị dẫn đến tỷ lệ mở email và tỷ lệ tương tác rất thấp. Trong khi Conversational tiếp thị mang lại cho khách hàng cảm giác họ được tự do, chủ động hơn khi được trực tiếp bày tỏ quan điểm, ý kiến, yêu cầu, thắc mắc của họ đối với doanh nghiệp ngay tức khắc. Bên cạnh đó, hình thức đối thoại thông qua tin nhắn cũng tạo được hứng thú hơn cho khách hàng.

## XEM THÊM
- Hộp trò chuyện
- Tiếp thị thời gian thực
- Trải nghiệm khách hàng
- AI
- ERP
- CRM
- MIS
- Tiếp thị kỹ thuật số
- Thương hiệu số

## NGUỒN THAM KHẢO
1. ↑  Jason Kapler (ngày 23 tháng 2 năm 2018). "THE ERA OF CONVERSATIONAL MARKETING IS HERE".
2. ↑  Calorine Summer. "CONVERSATIONAL MARKETING THE ULTIMATE GUIDE FOR SMALL BUSINESS". Bản gốc lưu trữ ngày 23 tháng 9 năm 2020. {{Chú thích web}}: line feed character trong |tựa đề= tại ký tự số 25 (trợ giúp)